# Степин луг
Степин луг или Гај, је шумски парк, приградско насеље у Београду на територијама градских општина Вождовац (јужни део) и Звездара (северни део).

## Локација
Степин луг спада у београдске шуме, у власништву Србија шума, и представља део највеће шумске површине у граду (Степин луг-Баба Велка-Торлак-Јајинци) Налази на југоисточној периферији Београда и удаљен је од центра Београда око 13 километара. То је углавном парк шума и граничи се са насељима Бубањ Поток на истоку, Бели поток на југу, Село Раковица и Јајинци на западу, Кумодражом на северозападу и Великим Мокрим Лугом на северу. Јужна граница Степиног луга је Кружни пут и источна граница је аутопут Београд-Ниш.

## Карактеристике
Степин луг, раније познат као Титов гај или само Гај, је меморијални комплекс, са шумом површине од 8,5 km2. У Степином лугу нема кућа, нити стамбених зграда. Област има 13 различитих заједница дрвећа, четинара и листопадног дрвећа, које су плански сађене и углавном не спадају у аутохтоне врсте. Међу њима су најважнији: кедар, чемпрес, јела, бор, клека, тиса, јасен, бреза и багрем. Од дивљих животиња у шуми живе зечеви и фазани.
Од историјских места ту се налазе брдо Торлак, на коме се водила битка код Београда у Другом светском рату и родна кућа војводе Степе Степановића.
Степин луг се може поделити у неколико области:
- Степин луг северни део који припада општини Звездара[1]. Заузима брдашца Стражарска коса и два мања подручја Баба Велка и Дугом Било.
- Гај или раније Титов гај централни део шуме.[1] Заузима површину од Голог брда, између Бубањ Потока и Камене Воде.
- Липовица је најмање пошумљена и простире се дуж Кружног пута.